# 歐塞奇印第安人謀殺案
奧塞奇印第安人谋杀案（英語：Osage Indian murders）是1910年代至1930年代早期发生在美国俄克拉荷马州奧塞奇县的一系列谋杀美国原住民奧塞奇人的罪案。据估计，在这1921年至1925年间，有六十多名富有的奧塞奇族人被杀害。因案件悬而未破，案件频发，当时的新闻媒体便直接称之为「恐怖統治」（英語：Reign of Terror）。这些原住民的土地生产着宝贵的石油，他们每个人都拥有“人头权”矿产信托，每年都能获得丰厚的特许使用金。因此，这些谋杀案似乎是由意图夺取奧塞奇人巨大财富的人犯下的。执法部门包括后来的联邦调查局的前身组织“调查局”的调查，也揭露了参与奧塞奇监护人计划的地方官员的大量腐败行为。大多数谋杀案从未被起诉，只有部分人被定罪和判刑。
国会后来修改了法律，禁止少于一半奧塞奇血统的人继承矿产信托。尽管美国政府继续管理石油产地的租约和特许权使用费，但奧塞奇部落成员开始担心这些资产。2000年，奧塞奇族群对内政部提起诉讼，声称内政部没有对资产进行适当管理，没有向奧塞奇族人支付应付的特许权使用金。该诉讼于2011年以3.8亿美元和改善项目管理的承诺达成和解。

## 概览
1907年，每个奧塞奇部落成员都获得了657英畝（266公頃）的分配土地，他们和他们的法定继承人，不管是否是奧塞奇人，从他们那部分产油土地的“人头权”上获得了特许使用金。这个部落集体拥有矿产权，并根据其成员的财产按一定比例支付给他们。根据1921年的一项法律，国会要求拥有不少于一半美洲原住民血统的奧塞奇人必须有法院指定的监护人，直到他们表现出“胜任能力”为止；所有未成年人都必须有法院指定的监护人，无论他们的父母是否健在。监护人通常是当地的白人律师或者商人，这些监护人从他们的被监护人费用中赚钱，有时设立犯罪手段来诈骗奧塞奇的财富。奧塞奇的财富吸引了许多其他的机会主义者，其中一些人有犯罪意图。
1925年，在当地和州政府官员都无法解决日益增多的谋杀案时，在当地法律官员詹姆斯·门罗·派尔（James Monroe Pyle）的帮助下，奧塞奇部落长老们向调查局（後於1935年改組成联邦调查局）寻求帮助。派尔出示了他获得的有关谋杀和阴谋的证据，并要求进行调查。在秘密调查中，调查局发现，在其中一户家庭中的几起谋杀案被发现是由“奧塞奇山下之王”黑尔领导的团伙所为。他的目标是获得几个部落成员的石油特许使用权和财富，这其中包括他侄子的原住民妻子，同时也是她们家族的最后幸存者。在这些案件中，有三名男子被定罪和判刑，但大多数谋杀案都没有得到官方的解决。记者丹尼斯·麦考利夫（Dennis McAuliffe）在20世纪末进行的一项调查显示，系列谋杀案件发生的20世纪初，县里的白人官员腐败严重。这些腐败事件包括执法部门没有进行验尸，伪造验尸官办公室签发的死亡证明，以及当地白人官员掩盖谋杀的其他活动等等。
由于派尔揭露了谋杀案，奧塞奇县官员寻求对他进行报复。出于担心自己的生命安全，派尔和他的妻子逃往亚利桑那州，在那里他再次担任法律官员。他于1942年在那里去世。
1925年，美国国会通过了一项法律，拥有至少一半美洲原住民血统的奧塞奇人才能继承奧塞奇部落的矿产信托，以减少对奧塞奇人的威胁。从1926年到1929年，由于其中一个侄子认罪，黑尔和他的一个助手被判谋杀罪名成立。他们被判处終身監禁，但尽管遭到了奧塞奇族人的反对，他们后来还是获得了法院给与的假释。

## 背景
1897年，奧塞奇县首次发现了石油。美国联邦政府内政部通过印第安事务局管理奧塞奇部落拥有的土地上石油钻探和生产的租约，后来也管理特许权使用费，支付个别特许权使用费。作为俄克拉荷马州建州准备过程的一部分，联邦政府在1907年在部落名单上向每个奧塞奇人分配了657英畝（266公頃）的土地。此后，他们和他们的法定继承人，不管是否是奧塞奇人，根据他们对土地的分配，对石油生产的特许权使用费拥有"头衔权"。特许金所有权可以由法定继承人继承，包括非奧塞奇族人。
到1920年，石油市场急剧增长，奧塞奇人变得富裕起来。仅在1923年“这个部落就收入了三千多万美元，相当于今天的四亿多美元。”
全美国的人们都在阅读关于奧塞奇族群的报道，它被称为“世界上最富有的族群、家族或社会群体，包括白人，以人为人。”一些奧塞奇人用他们获得的特许金把他们的孩子送到私立学校，其他人则购买豪华轿车，衣服和珠宝，并在欧洲旅行；全国各地的报纸报道他们的活动。随着成千上万的石油工人，石油财富吸引了许多白人机会主义者来到奧塞奇县。
1921年，美国国会通过了一项法律，要求法院为每一个拥有一半或者一半以上奧塞奇血统的人指定监护人，他们将管理他们的版税和财政事务，直到他们证明自己"有能力"为止。根据这一制度，即使是血统不到奧塞奇一半的未成年人也必须指定监护人，不管未成年人的父母是否健在。法院从当地白人律师或商人中指定监护人。对犯罪行为的激励是压倒性的，这些监护人常常通过合法手段来窃取奧塞奇土地、他们的头衔或特许权使用费，其他人则涉嫌谋杀他们的头衔以获得头衔。
当时，有80名律师在有8000名居民的奧塞奇县首府波哈斯卡工作，据说这里的律师人数与有14万居民的首府一样多：146-147。1924年，内政部指控24名奧塞奇监护人在履行与其指控相关的职责时存在腐败行为，但他们都通过庭外和解避免了惩罚。他们被认为诈骗了他们的费用数百万美元。1929年，据报道，为保护奧塞奇县883个奧塞奇家庭的经济利益而成立的“监护人制度”仍然持有2700万美元。

## 奧塞奇县谋杀案
1920年代早期，18名奧塞奇印第安人和3名非本地人在很短的一段时间内于俄克拉荷马州的奧塞奇县被杀害，这震惊了美国西部。科罗拉多州地方报纸报道称，这些谋杀案是奧塞奇人保留地的“恐怖统治”。部分谋杀案似乎同时与同一个家庭的多个成员有关。
1921年5月27日，当地猎人在奧塞奇县的一个偏远山谷里发现了36岁的安娜·布朗（Anna Brown）正在腐烂的尸体。由于无法找到凶手，当地政府裁定她的死因为酒精中毒后发生的意外，并把案件搁置一边。由于布朗已经离婚了，所以遗嘱认证将她的财产判给了她的母亲莉齐·Q·凯尔（Lizzie Q. Kyle）。一个名叫凯尔西·莫里森（Kelsie Morrison）的小罪犯承认谋杀了安娜·布朗，并作证说是當地的牧牛人威廉·金·黑尔（William King Hale）让他这么做的。莫里森承认，威廉·黑尔的侄子和安娜·布朗的前男友布莱恩·伯克哈特（Bryan Burkhart）也参与了对她的谋杀案 。天晚上早些时候，在安娜·布朗的姐姐莫莉的家里见过她之后，伯克哈特和莫里森把醉醺醺的安娜·布朗带到三里溪（Three Mile Creek）。莫里森在那里开枪打死了安娜。
同一天，另一个奧塞奇人，查尔斯·怀特霍恩（Charles Whitehorn）的尸体，在波哈斯卡附近被发现。安娜·布朗的表亲威廉姆森被枪杀。两个月后，布朗的母亲莉齐·凯尔也被杀害了。到那时，莉齐已经拥有了自己的头衔，并且从她已故的丈夫和两个女儿那里继承了头衔。她的继承人变得非常富有。
1923年2月6日，人们在他位于奧塞奇保留地的车里发现了亨利·罗恩，也就是安娜·布朗的堂兄（Henry Roan Horse），头部中枪身亡。罗恩还和威廉·黑尔有经济关系。罗恩向黑尔借了1200美元，并使黑尔成为25000美元人寿保险的受益人。
1923年3月10日，一枚炸弹炸毁了俄克拉荷马州费尔法克斯市安娜的妹妹丽塔·史密斯（Rita Smith）和她丈夫比尔的家。爆炸当场炸死了丽塔·史密斯和她的仆人内蒂·布鲁克希尔（Nettie Brookshire）。3月14日，比尔·史密斯（Bill Smith）在爆炸中大面积受伤身亡（但在此之前，他已向调查人员提供了一份证词）。后来的调查显示，炸弹中含有5美制加侖（19公升）硝化甘油。
1923年6月28日，乔治·比哈特（George Bigheart，1876-1923）在家中奄奄一息，後被黑尔和他的侄子厄尼斯特·伯克哈特（Ernest Burkhart）送上火车，送往俄克拉荷马城的一家医院。在医院里，医生们怀疑比哈特饮用了有毒的威士忌。比哈特打电话给波哈斯卡的律师威廉·“W·W”·沃特金斯·沃恩（William "W.W." Watkins Vaughan），要求他尽快来医院参加一个紧急会议，沃恩照办了。那天晚上两人见了面，没有其他人知道他们在讨论什么，但是第二天早上比哈特去世了。沃恩当晚登上了返回波哈斯卡的火车。第二天早上，当普尔曼的搬运工去叫醒他的时候，沃恩已经从他的火车车厢里消失了，他在火车上的卧铺也没有使用过。后来在在波哈斯卡以南约5英里的潘兴附近的铁路轨道上发现了这名律师的尸体，他的颅骨被压碎了。
1921年至1923年期间，法院指定了另外13名奧塞奇纯种男女的监护人。到1925年，60个富有的奧塞奇人被杀害，他们的土地被继承或转让给他们的监护人：当地的白人律师和商人。美国联邦调查局发现了一个低层次的雇佣杀人犯市场，这些杀人犯为了自己的财富而杀害奧塞奇人。1995年，作家罗伯特·艾伦·瓦里尔（Robert Allen Warrior）写道，当他走过一个奧塞奇公墓时，看到「在那段时间里死去的年轻人数量激增」。
1925年，奧塞奇部落的长老们寻求新成立的隶属于司法部的调查局主任約翰·埃德加·胡佛的帮助。来自美国内政部的印第安事务警察局没有破获这起谋杀案。

## 谋杀案调查和审判
奧塞奇部落委员会怀疑牧场主威廉·黑尔对许多人的死亡负有责任。内政部印第安事务专员派出四名特工作为卧底调查员。在两年的卧底工作中，特工们发现了一个由黑尔领导的犯罪团伙，黑尔在奧塞奇县被称为“奧塞奇山之王”。他和他的侄子厄內斯特和布莱恩·伯克哈特（Bryan Burkhart）从德克萨斯州移民到奧塞奇县，在油田找工作。一到那里，他们就发现了奧塞奇族成员从石油生产土地的租赁费中获得的巨大财富。
为了获得部分财富，黑尔说服欧内斯特嫁给莫莉·凯尔（Mollie Kyle），一个纯血统的奧塞奇人。然后，黑尔安排谋杀了莫莉的姐妹、姐夫、母亲和表兄亨利·罗恩，从每个家庭成员的保险单和石油所有权中牟取暴利。随着阴谋调查的扩大，其他目击者和参与者也被杀害。莫莉和厄內斯特·伯克哈特继承了她家族的所有头衔。调查人员在打开这个案子时发现莫莉已经中毒了。

## 控罪及审讯
由于联邦调查局的调查，黑尔、他的侄子和他们雇佣的一名农场工人被指控谋杀了莫莉的家人。黑尔被正式指控谋杀在奧塞奇保留地上被杀害的亨利·罗恩，这是一项联邦罪行。在联邦调查局的调查结束之前，他的两名同伙已经死亡。从1926年到1929年，黑尔和他的同伙最终在州和联邦法院的审判中被定罪，这些审判经历了审判地点的改变、陪审团的搁置、上诉以及推翻判决。1926年，厄尼斯特·伯克哈特承认参与了这一阴谋。
最后，黑尔和他的同伙约翰·拉姆齐（John Ramsey）被判有罪。拉姆齐一被捕就承认参与了谋杀罗恩的行动。他说黑尔答应给他500美元和一辆新车，作为杀死罗恩的报酬。拉姆齐在费尔法克斯郊外的一条路上遇见了罗恩，他们一起喝威士忌。然后拉姆齐朝罗恩的头部开了一枪。随后拉姆齐改变了他的说法，声称真正的凶手是克里·约翰逊（Curly Johnson）。他的另一个侄子布莱恩·伯克哈特已经成为了州证人。由于陪审团僵持不下，上诉和推翻判决，审判受到了全国性报纸和杂志的报道。尽管遭到了来自奧塞奇人的抗议，被判处无期徒刑的黑尔、拉姆齐和伯克哈特还是获得了假释。
许多波哈斯卡居民请求俄克拉荷马州长杰克·C·沃尔顿（Jack C. Walton）对乔治·比哈特和比哈特的律师沃恩的死亡进行全面调查。沃尔顿指派赫尔曼·福克斯·戴维斯（Herman Fox Davis）进行调查。指派执行后不久，戴维斯被判行贿罪。虽然沃尔顿后来赦免了戴维斯，但对比哈特和沃恩的调查从未完成。
在史密斯谋杀案中，伯克哈特很快就确信，即使是他妻子的钱和他叔叔的政治影响力也救不了他。他改变了自己的认罪请求，要求判处无期徒刑而不是死刑。他供出了证据，指控他叔叔是谋杀阴谋的罪魁祸首。厄尼斯特说，他利用一个名叫亨利·格拉默（Henry Grammer）的人作为中间人，雇佣了一个名叫埃斯·柯比（Ace Kirby）的职业罪犯来实施这些谋杀。格拉默和柯比在出庭作证之前就被杀了。
厄尼斯特·伯克哈特企图杀害妻子的行动失败了。莫莉是一个虔诚的天主教徒，她告诉她的神父，她担心自己在家里被下毒了。牧师告诉她在任何情况下都不要碰酒。牧师还将此事告知了一名FBI探员。莫莉从她已经服下的毒药中恢复过来，并且在审判之后和厄尼斯特离婚。莫莉·布克哈特·科布于1937年6月16日死于不和本案相关的原因。她的孩子们继承了她所有的财产。
1990年代早期，《华盛顿邮报》的记者丹尼斯·麦考利夫调查了他的祖母西比尔·比克曼·博尔顿（Sybil Beekman Bolton）的可疑死亡事件。他的祖母也是奧塞奇人，在1925年“恐怖统治”期间去世，享年21岁。在他年轻的时候，有人告诉他，祖母死于腎病，后来自杀。他的怀疑源于各种相互矛盾的证据。麦考利夫在调查中发现，当时的联邦调查局认为，几名奧塞奇妇女的谋杀案“是由她们的丈夫犯下或下令的”20世纪20年代早期发生在奧塞奇的大多数谋杀案都没有破获。麦考利夫发现，西比尔未成年时，法院指定她的白人继父、律师亚瑟·“A.T.”·伍德沃德（Arthur "A.T." Woodward）为她的监护人。伍德沃德还担任了联邦政府任命的部落顾问，他还拥有其他4位奧塞奇人的指控的监护权，这4人均于1923年去世：147。麦考利夫得知他祖母的谋杀案被伪造的死亡证明所掩盖。他开始相信伍德沃德对她的死负有责任。他将他的调查集结成书《血的土地：一个家庭故事的石油，贪婪和谋杀在奧塞奇保留地》（Bloodland: A Family Story of Oil, Greed and Murder on the Osage Reservation，1994年），揭示了在这一时期一连串的腐败和谋杀。

## 法律上的改变
为了防止更多的犯罪行为并保护奧塞奇人，1925年国会通过了一项法律，禁止非奧塞奇人继承不少于一半美洲原住民血统的奧塞奇人的矿产信托。

## 信托管理诉讼
内政部继续管理托管土地，并向奧塞奇人支付有矿产信托的费用。2000年，该部落对司法部提起诉讼，声称联邦政府对信托资产的管理给其信托基金和利息收入造成了历史性损失。这是在1996年 Elouise Cobell (Blackfeet)以类似理由代表其他美国美洲原住民对内政部和财政部提起重大集体诉讼之后发生的。
2011年，美国政府以3.8亿美元与奧塞奇部落达成和解。和解协议还加强了对部落信托资产的管理，改善了内政部与部落之间的沟通。代表奧塞奇部落的律师事务所表示，这是美国历史上与一个部落达成的最大的信托和解协议。

## 流行文化
- 约翰·约瑟夫·马修斯（英语：John Joseph Mathews）（奧塞奇人）的小说《日落（英语：Sundown (novel)）》（1934年）的背景就放在这一段谋杀时期。[4]
- 1935年8月3日首次播出的《奧塞奇印第安人谋杀案》是菲利普斯·罗德（英语：Phillips Lord）与联邦调查局合作创作和制作的广播剧《G-Men》的第三集。《G-Men》在1935年10月停播之前播出了13集。第二年一月，重新改编的版本《反黑组特工（英语：Gang Busters）》首次亮相，它将美国多个不同的执法机构而不仅仅是联邦调查局的案件进行了戏剧化改编。
- 得獎的西部小說家佛瑞德·格羅夫（英语：Fred Grove），他的母親那邊有奧塞奇人的血統，在10歲時，他親耳聽到Bill和Rita Smith以及Nettie Brookshire被炸死。這件事纏繞著他。他的幾本小說都是根據這個案件來寫的：他的第一部小說是《Flame of the Osage》（1958年），之後是《Warrior Road》（1974年）和《Drums Without Warriors》（1976年），這兩部小說大致在他職業生涯的中期寫成的，而他的最後一部小說是《The Years of Fear》（2002年）。
- 1959年電影《聯邦調查局》的一部份內容涉及了這件謀殺案。
- 约翰·亨特在他的小说《灰马遗产》（1968年）中描绘了这一时期。[20]
- 琳達·荷根（英语：Linda Hogan）的小說《Mean Spirit（英语：Mean Spirit）》（1990年）虛構化了這件謀殺案。
- 汤姆·霍尔姆（英语：Tom Holm）的小说《奧塞奇玫瑰》（2008年）是一部关于奧塞奇领地谋杀案的虚构小说，旨在剥夺奧塞奇成员的版税和土地。
- 美國記者大衛·格雷恩的2017年書籍《花月殺手：美國連續謀殺案與FBI的崛起》中調查了這件謀殺案[21][22]。該書被馬田·史高西斯改編成電影，由羅拔·迪尼路和里安納度·狄卡比奧主演。[23]

## 脚注

## 延伸閱讀
- Burns, Louis F. . University of Alabama Press. 2004  [2019-03-21]. ISBN 9780817350185. 原始内容存档于2022-07-17 （英语）.
- Bill Burchardt, "Osage Oil," The Chronicles of Oklahoma 41 (Fall 1963)
- Doherty, Jim. . Deadly Serious Press. 2004: 192  [2019-03-21]. ISBN 9780966753479. （原始内容存档于2019-03-21） （英语）.
- Franks, Kenny Arthur. . Oklahoma Heritage Association. 1989: 180  [2019-03-21]. ISBN 9780865460751. （原始内容存档于2019-03-21） （英语）.
- Hogan, Lawrence J. . Amlex. 1998: 282  [2019-03-21]. ISBN 9780965917414. （原始内容存档于2022-05-04） （英语）.
- Kennedy, Deanna M.; Harrington, Charles F.; Verbos, Amy Klemm; Stewart, Daniel; Gladstone, Joseph Scott; Clarkson, Gavin. . University of Washington Press. 2017: 248  [2019-03-21]. ISBN 9780295742106. （原始内容存档于2019-03-21） （英语）.
- Grann, David.  First. New York: Knopf Doubleday Publishing Group. 2017  [2021-02-13]. ISBN 9780385534253. （原始内容存档于2022-04-27） （英语）.
- Hess, Janet Berry. . North Carolina: McFarland. 2015: 232  [2019-03-21]. ISBN 9781476621173. （原始内容存档于2019-03-21） （英语）.

## 外部連結
- All FREE videos about The Osage Indian Murders found at The Internet Archive (a non-profit corporation)
- "Osage Indian Murders" （页面存档备份，存于）, FBI, scanned images of original casenotes, more than 3,000 pages
- Osage Reign of Terror. Encyclopedia of the American Indian in the Twentieth Century
- . Fresh Air. NPR. 2017-04-17  [2017-09-04]. （原始内容存档于2020-09-16）.